# Лагунас-де-Гуанакаче
Лагунас-де-Гуанакаче (исп. Lagunas de Guanacache) — болотистая местность в западной части Аргентины на территории провинций Сан-Хуан (240 тыс. га), Мендоса (340 тыс. га), вытянута на более чем 200 км. Болота питаются реками Сан-Хуан, Мендоса с запада и изредка Винчина-Бермехо с севера. Сток — через реки Десагуадеро и Рио-Колорадо в Атлантический океан.
С 1999 года водно-болотные угодья Лагунас-де-Гуанакаче защищены Рамсарской конвенцией. С 2007 года в объект дополнен рекой Десагуадеро и Салинас-дель-Бебедеро на территории провинции Сан-Луис.